# Sovětská liga ledního hokeje 1973/1974
Sezóna 1973/1974 byla 28. sezonou Sovětské ligy ledního hokeje. Mistrem se stal tým Křídla Sovětů Moskva.
Vzhledem k rozšíření ligy na 10 týmů hrál poslední SKA Leningrad baráž proti druhému celku 2. ligy (Avtomobilist Sverdlovsk). Po výhrách 7:4 a 9:2 se udržel. Vítěz 2. ligy - Krystall Saratov postoupil přímo.

## Konečné pořadí
| # | Tým                  | Z  | V  | R | P  | Sk.     | B  |
| - | -------------------- | -- | -- | - | -- | ------- | -- |
| 1 | Křídla Sovětů Moskva | 32 | 24 | 3 | 5  | 162-87  | 51 |
| 2 | CSKA Moskva          | 32 | 18 | 4 | 10 | 153-121 | 40 |
| 3 | Dynamo Moskva        | 32 | 16 | 4 | 12 | 141-114 | 36 |
| 4 | Spartak Moskva       | 32 | 15 | 3 | 14 | 146-145 | 33 |
| 5 | Torpedo Gorkij       | 32 | 11 | 6 | 15 | 111-127 | 28 |
| 6 | Dynamo Riga          | 32 | 13 | 2 | 17 | 120-130 | 28 |
| 7 | Chimik Voskresensk   | 32 | 11 | 5 | 16 | 107-125 | 26 |
| 8 | Traktor Čeljabinsk   | 32 | 11 | 4 | 17 | 115-151 | 25 |
| 9 | SKA Leningrad        | 32 | 7  | 5 | 20 | 100-155 | 19 |